# لطيفة أخرباش
لطيفة أخرباش (بالأمازيغية: ⵍⴰⵟⵉⴼⴰ ⴰⵅⵔⴱⴰⵛ) (بالفرنسية: Latifa Akherbach)‏، هي سياسية مغربية ولدت عام 1960 بتطوان وقد كانت كاتبة للدولة لدى وزير الشؤون الخارجية والتعاون في حكومة الفاسي.

## السيرة الذاتية

### الدراسة
حصلت لطيفة أخرباش سنة 1978 على شهادة البكالوريا في العلوم الرياضية بمراكش. التحقت سنة 1979 بالمعهد العالي للصحافة بالرباط لمتابعة دراستها، فنالت دبلوم الصحافة سنة 1983 تلاه دبلوم الدراسات المعمقة في علوم الإعلام من المعهد الفرنسي للصحافة بباريس سنة 1985 ثم على دكتوراه في علوم الإعلام والاتصال سنة 1988 من المعهد الفرنسي للصحافة بجامعة باريس الثانية عن أطروحة حول صحف أحزاب اليسار بالمغرب بعد الإستقلال.

### الحياة المهنية
وكانت قد عملت كصحفية بيومية المغرب عامي 1981 و1982، قبل أن تلتحق بأسبوعية لا في إكو في 1991 وعملت بها حتى 1995. كما شغلت من 1993 إلى 2000 منصب ممثلة للمغرب في الشبكة الأورومغاربية للتكوين في مهن الاتصال الذي تم إحداثه من طرف اللجنة الأوروبية.
وشغلت أيضا خلال الفترة الممتدة ما بين 1992 و1999 منصب مستشارة لمشروع بمؤسسة فريدريش ناومان، ونشطت بين عامي 1990 و2003 عدة ورشات ودورات للتكوين في مجال الاتصال.
كما أسندت لها مهمة التدريس بالمعهد العالي للصحافة بالرباط، الذي أصبح يعرف بعد 1995 بالمعهد العالي للإعلام والاتصال.
وفي 10 سبتمبر 2003 تم تعيينها من قبل الملك محمد السادس مديرة لنفس المعهد، كما انتخبت في أكتوبر 2005 رئيسة لشبكة تيوفراست لمراكز تكوين الصحافيين.
وفي مارس 2007، أصبحت مديرة للإذاعة المغربية.
وفي 15 أكتوبر 2007، تم تعيينها كاتبة للدولة لدى وزير الشؤون الخارجية والتعاون في عهد حكومة عباس الفاسي خلفا للطيب الفاسي الفهري وهو منصب تقلدته حتى 3 يناير 2012 ليحل محلها يوسف العمراني.
وعام 2013 تسلمت مهمة سفيرة للمغرب في بلغاريا، وهو منصب تقلدته حتى تعيينها من قبل الملك محمد السادس في 13 أكتوبر 2016 سفيرة للمغرب في تونس بالقصر الملكي بالدار البيضاء.
في 3 ديسمبر 2018، تم تعيينها رئيسة للهيئة العليا للاتصال السمعي البصري في المغرب خلفاً لأمينة المريني الوهابي.

### الأوسمة
في 27 أكتوبر 2015 وخلال حفل بصوفيا عاصمة بلغاريا تم توشيحها بوسام جوقة الشرف من درجة فارس من طرف فرانسوا أولاند، كما وشحها روسن بليفنلييف، رئيس بلغاريا في 12 سبتمبر 2016 بوسام الاستحقاق من درجة فارس وذلك في ختام مهامها كسفيرة للمغرب ببلغاريا.

## المؤلفات
أصدرت لطيفة أخرباش بالاشتراك مؤلفين هما :
- النساء ووسائل الإعلام.
- النساء والسياسة.[14]

كما نشرت لها عدة مقالات ودراسات حول وسائل الإعلام والاتصال على مختلف الصحف المغربية باللغتين الفرنسية والعربية.